# Сормвары
Сормва́ры (чув. Сурӑмварри) — деревня в Аликовском муниципальном округе Чувашской Республики. Входила в состав Крымзарайкинского сельского поселения до его упразднения в 2022 году.

## Общие сведения о деревне
Улицы: Ф. Энгельса, К. Маркса и Ахлаткина. В настоящее время деревня в основном газифицирована. Рядом с деревней течёт река Сорма.

### География
Сормвары расположена северо-западнее административного центра Аликовского района на 5 км. Рядом проходит автомобильная дорога республиканского значения Чебоксары — Аликово — Ядрин.

### Климат
Климат умеренно континентальный с продолжительной холодной зимой и тёплым летом. Средняя температура января −12,9 °C, июля 18,3 °C, абсолютный минимум достигал −44 °C, абсолютный максимум 37 °C. За год в среднем выпадает до 552 мм осадков.

### Демография
Население чувашское — 173 человек (2006 г.), из них большинство женщины.

## История
В каком году впервые была упомянута деревня неизвестно.
До 1927 года Сормвары входила в Аликовскую волость Ядринского уезда. С 1 ноября 1927 года деревня в составе Аликовского района, а 20 декабря 1962 года включена в Вурнарский район. С 14 марта 1965 года — снова в Аликовском районе.

## Связь и средства массовой информации
- Связь: ОАО «Ростелеком», Билайн, МТС, Мегафон. Развит интернет ADSL технологии.
- Газеты и журналы: Аликовская районная газета «Пурнăç çулĕпе»-«По жизненному пути» Языки публикаций: Чувашский, Русский.
- Телевидение:Население использует эфирное и спутниковое телевидение. Эфирное телевидение позволяет принимать национальный канал на чувашском и русском языках. Работает спутниковое телевидение Триколор ТВ.